# Die Kachelzählerin
Die Kachelzählerin ist ein 70-minütiger Film von Hans-Günter Brodmann. Gedreht wurde der Film 2002 im seit 1994 unbenutzten, leer stehenden Volksbad Nürnberg. Das Jugendstilbad mit seiner einzigartigen Ästhetik ist für den Film jedoch nicht nur Kulisse und Drehort, sondern auch Impulsgeber für die Handlung:  die Schönheit stillgelegter Jugendstilbecken, beklemmende Räume hinter der Schwimmhallenkulisse, verfallene Wannenbäder, labyrinthartige Heizungskeller und kraftwerksähnliche Kontrollräume. Diese kontrastreiche Ästhetik wird übersetzt in eine poetische Kamerasprache. Davon inspiriert entwickeln die Regisseure gemeinsam mit einer lebendig improvisierenden Schauspielerin eine tragikomische Geschichte. Der Film hatte seine Premiere am 17. Mai 2003 zur Blauen Nacht im Germanischen Nationalmuseum Nürnberg.

## Handlung
Der Film erzählt die Geschichte einer Frau mit ungewöhnlicher Profession. Aus voyeuristischen Blickwinkeln beobachtet der Zuschauer die Kachelzählerin an ihrem Wohn- und Arbeitsplatz. Der starre, von enervierenden Ritualen beherrschte Alltag der Frau beginnt allmählich zu zerfallen. Ein ungewöhnlicher Transformationsprozess beginnt.
In das streng geregelte Leben der in sich selbst gefangenen Frau schleichen sich allmählich ihr unbekannte Regungen und Gefühle ein. Überwältigt von ihren an Intensität immer mehr sich steigernden Fantasien und Visionen, beginnt sich die Kachelzählerin in einem schmerzhaften aber auch erlösenden Prozess zu verändern. Der Zuschauer begleitet die Protagonistin durch unerwartete Ereignisse und überraschende Wendungen bis zum Ende ihrer vielschichtigen Transformation.

## Kritiken
Die Nürnberger Nachrichten berichteten über den Film: „Sie zählt täglich neue Kachelreihen, streicht mal mit einem Pinselchen zwischen die Fugen und hängt ihren weißen Kittel nach getaner Arbeit penibel wieder auf den Bügel.“ Das „filmische Experiment […] entfaltet mitsamt der fein abgestimmten Geräuschkulisse seinen Reiz.“ „Die Monotonie einer Kachelwand provoziert wahre Alb- oder Lustträume, je nach Perspektive des Betrachters.“
Am 6. November 2003 wurde der Film in der Harald-Schmidt-Show auf SAT 1 erwähnt.